# Halil Sözer
Halil Sözer (* 10. März 1923 in Gemlik, Provinz Bursa; † 27. August 2024) war ein türkischer General der Luftstreitkräfte (Hava Kuvvetleri), der 1980 Generalsekretär des Nationalen Sicherheitsrates sowie zuletzt zwischen 1983 und 1986 Kommandeur der Luftstreitkräfte war.

## Leben
Sözer begann nach dem Besuch der Kadettenanstalt von Bursa 1943 eine Offiziersausbildung an der Heeresschule (Kara Harp Okulu), die er am 30. August 1945 als Fähnrich (Asteğmen) abschloss. Nach einem anschließenden kurzen Besuch der Infanterieschützenschule (Piyade Atış Okulu) in Çankırı begann er noch 1945 seine Pilotenausbildung an der Flugschule (Hava Okulu) in Eskişehir, die er 1947 mit der Flugberechtigung abschloss. Anschließend fand er Verwendung im 5. Luftwaffenregiment in Bursa, ehe er zwischen 1950 und 1957 Fluglehrer an der Flugausbildungsschule und zuletzt Waffensystemoffizier auf der 1. Luftwaffenbasis war. Am 19. September 1957 begann er seine Ausbildung an der Luftwaffenakademie (Hava Harp Akademisi), die er 1959 abschloss. Danach wurde er am 28. August 1959 Operationsoffizier in der zur 8. Luftwaffenbasis gehörenden 182. Staffel, deren Kommandeur er am 15. September 1960 wurde. Anschließend wurde er am 7. August 1961 Leiter der Operationsabteilung des 3. Luftwaffenkommandos und absolvierte nach einer darauf folgenden Verwendung als Dozent an der Luftwaffenakademie zwischen August 1962 und Februar 1963 einen Lehrgang an der United States Air Force Academy.
Nach seiner Rückkehr und einer weiteren Verwendung wurde Sözer am 27. August 1965 Leiter der Abteilung Operationsausbildung im Hauptquartier der 9. Luftwaffenbasis sowie am 9. September 1966 Leiter der Arbeitsgruppe für Personalausbildungsversorgung im Hauptquartier der Luftstreitkräfte. Nachdem er vom 1. August bis zum 1. September 1967 das NATO Defense College in Rom absolviert hatte, wurde er Referatsleiter für Grundsatzplanung im Hauptquartier der Luftstreitkräfte.
Am 30. August 1968 wurde Sözer zum Brigadegeneral (Tuğgeneral) befördert und übernahm den Posten als Kommandeur der 3. Luftwaffenbasis (3. Ana Jet Üs Komutanlığı) in Konya, ehe er am 3. September 1970 stellvertretender Leiter der Personalabteilung im Hauptquartier der Luftstreitkräfte wurde. Nach seiner Beförderung zum Generalmajor (Tümgeneral) wurde er am 30. August 1971 Leiter der Personalabteilung im Hauptquartier der Luftstreitkräfte und anschließend am 30. August 1973 Kommandant der Luftwaffenakademie, ehe er als Nachfolger von Generalmajor Refik Işıtman zwischen dem 19. August 1974 und seiner Ablösung durch Generalmajor Halit Toroslu am 21. August 1975 Kommandant der Luftwaffenschule war.
1975 wurde Sözer zum Generalleutnant (Korgeneral) befördert und war anfangs Leiter der Forschungsabteilung im Hauptquartier der Luftstreitkräfte, danach zwischen 1976 und 1977 Chef des Stabes der Luftstreitkräfte (Hava Kuvvetleri Kurmay Başkanlığı), von 1977 bis 1978 Kommandeur des für die Westtürkei zuständigen 1. Taktischen Luftwaffenkommandos (1. Taktik Hava Kuvveti Komutanı) in Eskişehir sowie zuletzt zwischen 1978 und 1979 Kommandeur des Luftverteidigungskommandos (Hava Savunma Komutanlığı).
Nach seiner Beförderung zum General (Orgeneral) wurde Sözer 1979 Mitglied des Obersten Militärrates YAŞ (Yüksek Askerî Şûra) und dann am 18. August 1980 als Nachfolger von Admiral Arif Akdoğanlar Generalsekretär des Obersten Militärrates (Millî Güvenlik Kurulu). Diesen Posten gab er nach dem Militärputsch vom 12. September 1980 jedoch bereits am 8. Oktober 1980 an Generalleutnant Talat Çetineli, während er selbst am 10. Oktober 1980 Nachfolger von Süreyya Yüksel als Kommandant der Militärakademien (TSK Harp Akademileri Komutanı) wurde. Auf diesem Posten verblieb er bis zum 24. August 1981 und wurde dann durch General İsmail Hakkı Akansel abgelöst. Er selbst war daraufhin zwischen dem 24. August 1981 und dem 6. Dezember 1983 stellvertretender Kommandeur der Luftstreitkräfte.
Zuletzt wurde General Sözer am 6. Dezember 1983 Nachfolger von General Tahsin Şahinkaya als Kommandeur der Luftstreitkräfte (Hava Kuvvetleri Komutanlığı) und übte diese Funktion bis zu seinem Eintritt in den Ruhestand am 22. August 1986 aus. Sein Nachfolger wurde daraufhin General Cemil Çuha.
Sözer, der verheiratet und Vater zweier Kinder war, sprach neben Türkisch auch Englisch. Für seine Verdienste wurde er mit der Medaille der Türkischen Streitkräfte für herausragende Verdienste (Türk Silahlı Kuvvetleri Üstün Hizmet Madalyası) und der Ehrenmedaille der Türkischen Streitkräfte (Türk Silahlı Kuvvetleri Şeref Madalyası) geehrt.